# Kormilovka
Kormilovka (in russo Кормиловка?) è un insediamento operaio dell'oblast' di Omsk, in Russia, nella parte sud della Siberia Occidentale. È il centro amministrativo del distretto Kormilovskij.
Si trova sulla riva sinistra del fiume Om', 48 km a est di Omsk.